# Hisham Maizar
Hisham Maizar, en arabe : هشام ميزر, né en 1942 dans la région de Jérusalem, et mort le 14 mai 2015, est un médecin suisse d'origine palestinienne, président du Conseil suisse des religions (de) et de la Fédération d'organisations islamiques de Suisse (de) (FOIS), la plus grande organisation islamique en Suisse, qui comprend environ 150 centres islamiques.

## Biographie
En 1959, Hisham Maizar entreprend des études de Slavistique à l'université de Sarajevo à l'aide d'une bourse fournie par la République fédérative socialiste de Yougoslavie. Toutefois, il abandonne rapidement. Grâce à un mentor, il commence des études de médecine à l'université de Heidelberg qu'il termine à Innsbruck. À la suite de ses études, il travaille à l'hôpital cantonal des Grisons de Coire en Suisse. En 1980, en tant que spécialiste en médecine interne, il reprend le cabinet d'un médecin à Roggwil dans le canton de Thurgovie.
En plus de ses fonctions de président de la FOIS, Hisham Maizar siège également au  Conseil suisse des religions, dont il est nommé président le 4 septembre 2013 pour un mandat de 2 ans de 2014 à 2016,, et est président de l'organisation faîtière des communautés islamiques de Suisse orientale et de la Principauté du Liechtenstein. Il a été naturalisé en 1982 à Berg et exerçait comme un médecin en Thurgovie. Il était marié à une femme du Zillertal et a trois enfants.

## Engagements politiques
Hisham Maizar se situe politiquement dans le camp bourgeois. À l'instar de Farhad Afshar (de), qui représente un islam conservateur, Maizar soutient une position dans laquelle une partie du système juridique soit en conformité avec les textes religieux des chrétiens, hidous, musulmans, juifs, etc. Ainsi, pour des musulmans, il plaide aussi pour la reconnaissance de certaines parties de la charia, bien qu'il aille moins loin que Farhad Afshar.